# Partners (album của Barbra Streisand)
| Đánh giá chuyên môn | Đánh giá chuyên môn |
| Điểm trung bình     | Điểm trung bình     |
| Nguồn               | Đánh giá            |
| ------------------- | ------------------- |
| Metacritic          | 55/100              |
| Nguồn đánh giá      |                     |
| Nguồn               | Đánh giá            |
| AllMusic            | [ 2 ]               |
| New York Daily News | [ 3 ]               |
| Los Angeles Times   | [ 4 ]               |
| The New York Times  | Tiêu cực            |
| The Telegraph (UK)  | [ 6 ]               |

Partners là album phòng thu thứ 34 của nữ ca sĩ, nhạc sĩ người Mĩ Barbra Streisand, phát hành vào ngày 16 tháng 9 năm 2014 thông qua Columbia Records. Album bao gồm các bản song ca giữa Streisand với các nam ca sĩ khác, bao gồm Stevie Wonder, Michael Bublé, Billy Joel, John Legend, John Mayer, Andrea Bocelli, Lionel Richie và nam ca sĩ quá cố Elvis Presley. Album cũng bao gồm một bản song ca đầu tiên giữa cô và người con trai 47 tuổi, Jason Gould.
Các bản thu âm đều là những phiên bản mới của các bài hát được Streisand phát hành từ trước. Hai bản song ca kinh điển của Streisand được làm mới lại với những khách mời mới: "What Kind of Fool" với khách mời mới là John Legend (ban đầu là Barry Gibb) và "Lost Inside of You" với khách mời mới là Babyface (ban đầu là Kris Kristofferson). Phiên bản cao cấp của album có bao gồm thêm một bản song ca với Babyface, cùng những bản song ca đã được nữ ca sĩ phát hành từ trước với Frank Sinatra, Bryan Adams, Barry Manilow và Barry Gibb.
Partners giành ngôi quán quân bảng xếp hạng US Billboard 200 với doanh số đạt 196.000 bản trong tuần đầu phát hành, giúp cho Streisand trở thành nghệ sĩ thu âm đầu tiên và duy nhất có album đạt vị trí quán quân trong sáu thập niên liên tiếp: thập niên 1960, thập niên 1970, thập niên 1980, thập niên 1990, thập niên 2000 và thập niên 2010. Album này cũng được Hiệp hội Công nghiệp Ghi âm Hoa Kỳ chứng nhận vàng vào tháng 11 năm 2014, sau đó được chứng nhận bạch kim vào tháng 1 năm 2015, giúp Streisand có album thứ 52 được chứng nhận vàng và album thứ 31 được chứng nhận bạch kim, nhiều hơn bất cứ nghệ sĩ nữ nào trong lịch sử ngành công nghiệp thu âm. Album được đề cử ở hạng mục Album giọng pop truyền thống xuất sắc nhất tại lễ trao giải Grammy lần thứ 57.

## Quảng bá
Album được quảng bá trong tập 15 của chương trình The Tonight Show, tập mà Streisand được mời làm khách mời duy nhất cho buổi tối và hát một liên khúc với người dẫn chương trình Jimmy Fallon. Tập này lên sóng vào ngày 15 tháng 9 năm 2014, thời điểm ngay trước ngày phát hành của Partners. Đây là lần xuất hiện đầu tiên của Streisand trong một chương trình phỏng vấn trong vòng 50 năm trở lại đây.

## Diễn biến thương mại
Trong tuần đầu phát hành, album đạt vị trí quán quân Billboard 200 với doanh số 196.000 bản. Album thụt xuống vị trí thứ 3 trong tuần kế tiếp, đạt doanh thu 127.000 bản, lập kỉ lục doanh số thấp nhất trong tuần thứ hai phát hành của bất cứ một album nào khác album tuyển tập trong vòng 4 năm trở lại đây. Chỉ sau 6 tuần phát hành, album đạt doanh số bán lẻ vượt ngưỡng nửa triệu bản tại Hoa Kỳ, với tổng doanh số là 526.000 bản. Partners là album bán chạy thứ 7 trong năm 2014 tại Hoa Kỳ, với tổng doanh số tính đến cuối năm 2014 đạt 856.000 bản. Tính đến tháng 9 năm 2015, album đã bán được 955.000 bản tại Hoa Kỳ. Doanh số album truyền thống của Partners cán mốc 1 triệu bản trong tuần lễ ngày 14 tháng 8 năm 2017.
Tại Canada và Úc, album cũng đạt vị trí quán quân với doanh số 13.000 tại mỗi quốc gia. Tại Hà Lan, New Zealand và Vương quốc Anh, album đạt vị trí á quân trên bảng xếp hạng doanh số quốc gia, trở thành album đạt vị trí cao nhất của Streisand trên bảng xếp hạng của Hà Lan kể từ sau khi One Voice đạt được vị trí này vào năm 1987. Tại Ireland, album đạt đến vị trí thứ 6 và trở thành album đạt vị trí cao nhất của Streisand tại quốc gia này kể từ khi Guilty Pleasures làm được điều tương tự vào năm 2005. Album cũng nằm trong Top 10 tại Áo, Đức, Tây Ban Nha, Phần Lan và trong Top 40 tại Bỉ (cả hai khu vực), Đan Mạch, Ý và Thụy Sĩ trong tuần đầu phát hành.

## Danh sách và thứ tự các bài hát
- Tất cả bài hát đều được sản xuất bởi Kenneth "Babyface" Edmonds và Walter Afanasieff, ngoại trừ "I Still Can See Your Face" được sản xuất bởi Bernie Herms và "How Deep Is the Ocean" được sản xuất bởi Barbra Streisand.[23]

| Phiên bản chuẩn | Phiên bản chuẩn             | Phiên bản chuẩn                                | Phiên bản chuẩn | Phiên bản chuẩn |
| STT             | Nhan đề                     | Sáng tác                                       | Ca sĩ song ca   | Thời lượng      |
| --------------- | --------------------------- | ---------------------------------------------- | --------------- | --------------- |
| 1.              | "It Had to Be You"          | Gus Kahn, Isham Jones                          | Michael Bublé   | 4:23            |
| 2.              | "People"                    | Bob Merrill, Jule Styne                        | Stevie Wonder   | 4:14            |
| 3.              | "Come Rain or Come Shine"   | Johnny Mercer, Harold Arlen                    | John Mayer      | 4:11            |
| 4.              | "Evergreen"                 | Paul Williams, Barbra Streisand                | Babyface        | 3:14            |
| 5.              | "New York State of Mind"    | Billy Joel                                     | Billy Joel      | 4:47            |
| 6.              | "I'd Want It to Be You"     | Steve Dorff, Jay Landers, Bobby Tomberlin      | Blake Shelton   | 4:05            |
| 7.              | "The Way We Were"           | Alan Bergman, Marilyn Bergman, Marvin Hamlisch | Lionel Richie   | 4:29            |
| 8.              | "I Still Can See Your Face" | Bernie Herms, Charlie Midnight, Jay Landers    | Andrea Bocelli  | 4:13            |
| 9.              | "How Deep Is the Ocean"     | Irving Berlin                                  | Jason Gould     | 4:18            |
| 10.             | "What Kind of Fool"         | Barry Gibb, Albhy Galuten                      | John Legend     | 4:43            |
| 11.             | "Somewhere"                 | Stephen Sondheim, Leonard Bernstein            | Josh Groban     | 4:05            |
| 12.             | "Love Me Tender"            | Ken Darby, W. W. Fosdick, George R. Poulton    | Elvis Presley   | 3:31            |

| Bài hát thêm cho phiên bản cao cấp | Bài hát thêm cho phiên bản cao cấp                                    | Bài hát thêm cho phiên bản cao cấp                                       | Bài hát thêm cho phiên bản cao cấp | Bài hát thêm cho phiên bản cao cấp |
| STT                                | Nhan đề                                                               | Sáng tác                                                                 | Ca sĩ song ca                      | Thời lượng                         |
| ---------------------------------- | --------------------------------------------------------------------- | ------------------------------------------------------------------------ | ---------------------------------- | ---------------------------------- |
| 13.                                | "Lost Inside of You" (2014, chưa phát hành trước đó)                  | Leon Russell, Barbra Streisand                                           | Babyface                           | 4:18                               |
| 14.                                | "I've Got a Crush on You" (1993, Duets)                               | Ira Gershwin, George Gershwin                                            | Frank Sinatra                      | 3:22                               |
| 15.                                | "I Finally Found Someone" (1996, The Mirror Has Two Faces soundtrack) | Barbra Streisand, Bryan Adams, Marvin Hamlisch, Robert John "Mutt" Lange | Bryan Adams                        | 3:41                               |
| 16.                                | "I Won't Be the One to Let Go" (2002, Duets)                          | Barry Manilow, Richard Marx                                              | Barry Manilow                      | 4:40                               |
| 17.                                | "Guilty" (1980, Guilty)                                               | Barry, Robin & Maurice Gibb                                              | Barry Gibb                         | 4:28                               |
| Tổng thời lượng:                   | Tổng thời lượng:                                                      | Tổng thời lượng:                                                         | Tổng thời lượng:                   | 70:37                              |

## Xếp hạng và chứng nhận
| Bảng xếp hạng (2014–15)                 | Vị trí cao nhất |
| --------------------------------------- | --------------- |
| Album Úc (ARIA)                         | 1               |
| Album Áo (Ö3 Austria)                   | 10              |
| Album Bỉ (Ultratop Vlaanderen)          | 17              |
| Album Bỉ (Ultratop Wallonie)            | 26              |
| Album Canada (Billboard)                | 1               |
| Croatia                                 | 16              |
| Cộng hòa Séc (IFPI)                     | 14              |
| Album Đan Mạch (Hitlisten)              | 29              |
| Album Hà Lan (Album Top 100)            | 2               |
| Album Pháp (SNEP)                       | 45              |
| Album Đức (Offizielle Top 100)          | 9               |
| Hy Lạp (IFPI)                           | 34              |
| Hungary (MAHASZ)                        | 10              |
| Album Ireland (IRMA)                    | 6               |
| Album Ý (FIMI)                          | 18              |
| Nhật Bản (Oricon)                       | 104             |
| Mexico (AMPROFON)                       | 59              |
| Album New Zealand (RMNZ)                | 2               |
| Album Na Uy (VG-lista)                  | 25              |
| Album Ba Lan (ZPAV)                     | 6               |
| Album Tây Ban Nha (PROMUSICAE)          | 4               |
| Album Thụy Sĩ (Schweizer Hitparade)     | 16              |
| Nam Hàn Quốc (Gaon Chart)               | 11              |
| Album Anh Quốc (OCC)                    | 2               |
| Album Hoa Kỳ Billboard 200              | 1               |
| Album Hoa Kỳ Top Tastemaker (Billboard) | 2               |

| Bảng xếp hạng (2014)            | Vị trí |
| ------------------------------- | ------ |
| Úc (ARIA)                       | 17     |
| New Zealand (Recorded Music NZ) | 25     |
| Ba Lan (ZPAV)                   | 28     |
| Anh Quốc (OCC)                  | 14     |
| Hoa Kỳ Billboard 200            | 20     |

| Bảng xếp hạng (2010–2019) | Vị trí |
| ------------------------- | ------ |
| Hoa Kỳ Billboard 200      | 183    |

| Quốc gia                                                                           | Chứng nhận | Số đơn vị/doanh số chứng nhận |
| ---------------------------------------------------------------------------------- | ---------- | ----------------------------- |
| Úc (ARIA)                                                                          | Bạch kim   | 70.000^                       |
| Canada (Music Canada)                                                              | Vàng       | 40.000^                       |
| Hungary (Mahasz)                                                                   | Vàng       | 1.000^                        |
| New Zealand (RMNZ)                                                                 | Vàng       | 7.500^                        |
| Ba Lan (ZPAV)                                                                      | Vàng       | 20.000‡                       |
| Anh Quốc (BPI)                                                                     | Bạch kim   | 371.252                       |
| Hoa Kỳ (RIAA)                                                                      | Bạch kim   | 1.000.000                     |
| * Chứng nhận dựa theo doanh số tiêu thụ. ^ Chứng nhận dựa theo doanh số nhập hàng. |            |                               |